# Karabin maszynowy Daewoo K3
Daewoo K3 – południowokoreański ręczny karabin maszynowy kalibru 5,56 mm. Jest to broń zbliżona pod względem konstrukcji do najpopularniejszej broni tego typu – FN Minimi, ale dostosowana rozmiarami do wzrostu żołnierzy koreańskich.